# Edgar Negret
Edgar Negret Dueñas (Popayán, 11 de octubre de 1920-Bogotá, 11 de octubre de 2012) fue un escultor abstracto colombiano. Junto a Hugo Martínez González y Eduardo Ramírez Villamizar, introdujeron la escultura abstraccionista y geométrica en Colombia a mediados del siglo XX. Sus obras se caracterizan por un amplio uso del hierro y el aluminio como material estructural y formal, uniendo sus láminas y partes mediante tuercas y tornillos. Sus esculturas se caracterizan asimismo por el uso de elementos geométricos y por el rigor compositivo. Existen varias esculturas suyas en el espacio público de Bogotá, Medellín, Popayán y Valencia.
Edgar Negret fundó su galería en Bogotá en 2000, la cual funciona para conmemorar su vida y promover su obra.

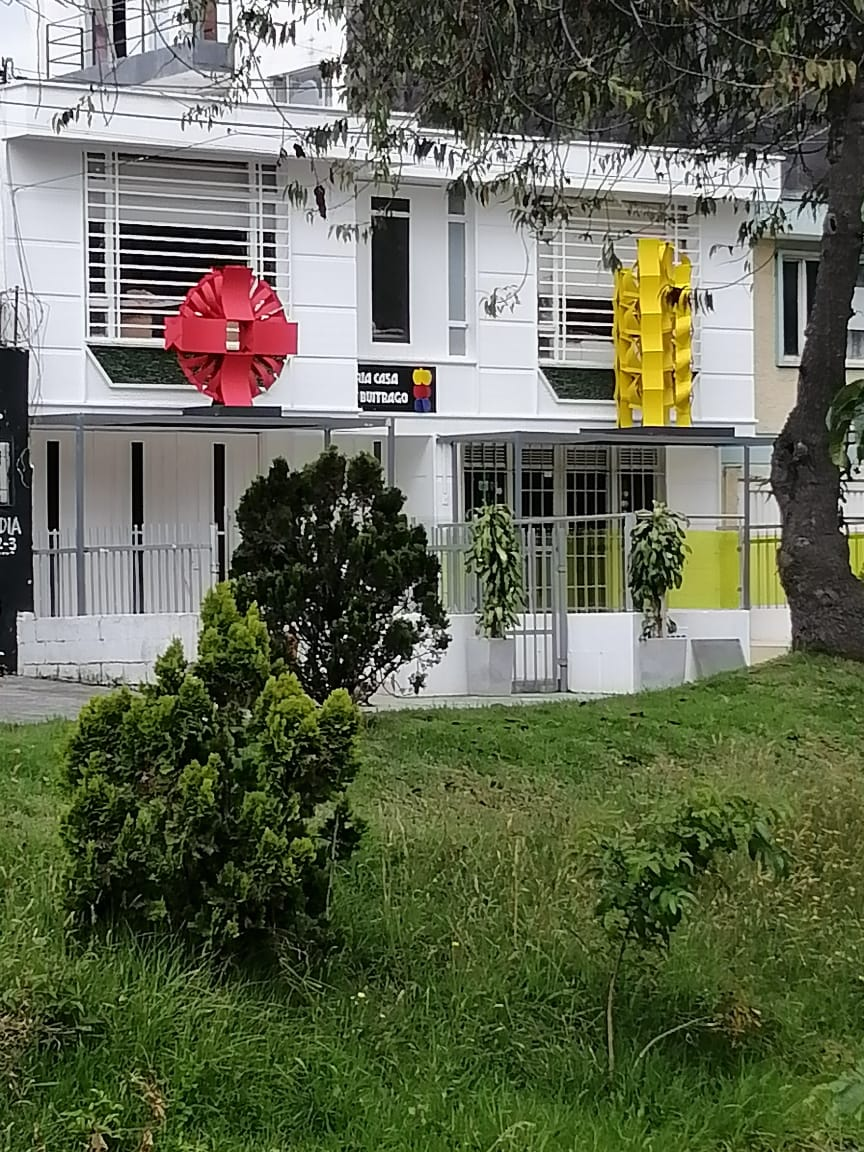
Galería Casa Negret Buitrago en Bogotá, Colombia

## Biografía

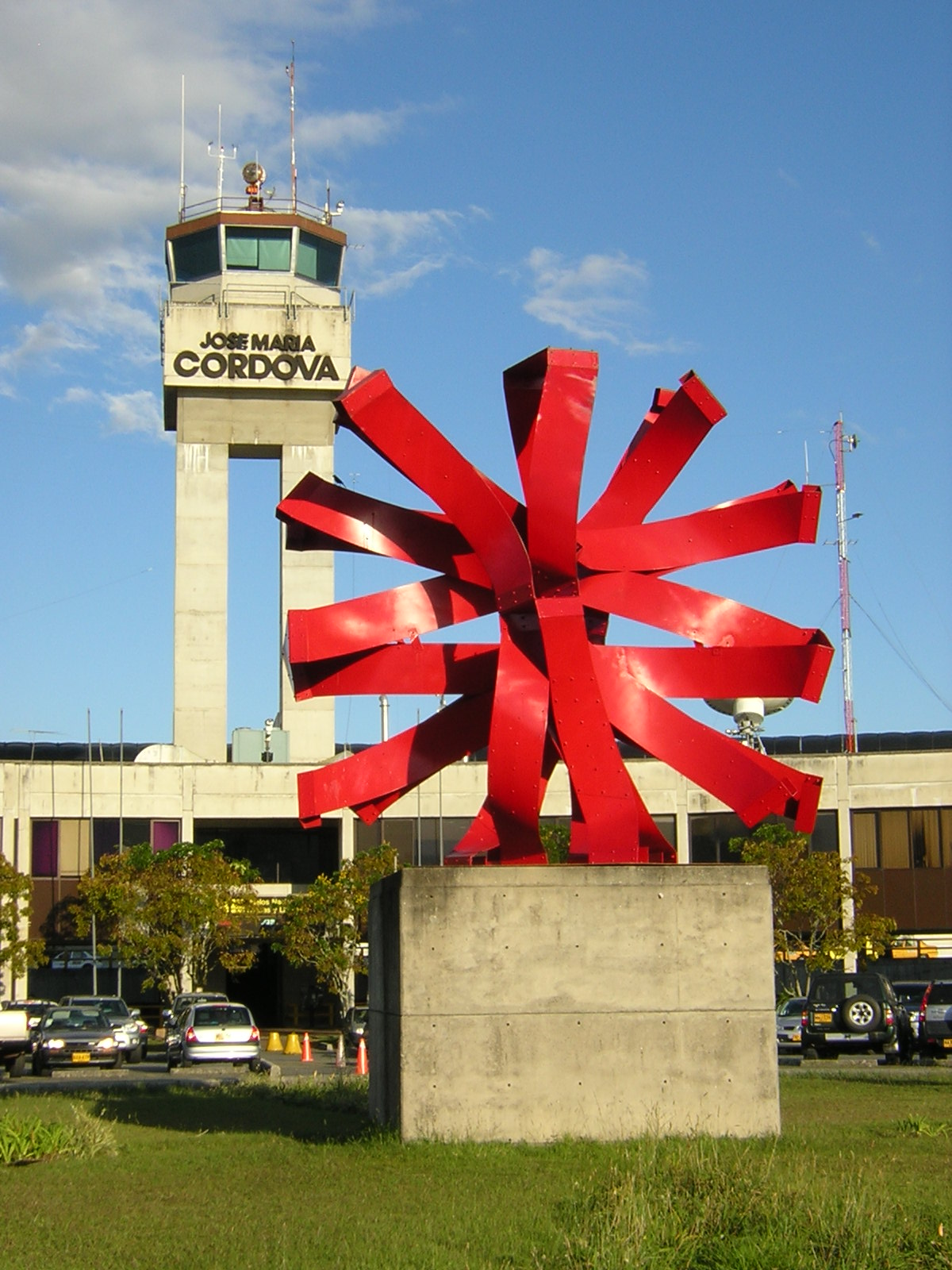
El sol, escultura ubicada en el Aeropuerto Internacional José María Córdova, Rionegro.

Hijo del general Rafael Negret Vivas y de María Dueñas, Negret estudió en la Escuela de Bellas Artes de Cali entre 1938 y 1943. Al año siguiente, conoció en su ciudad natal al escultor vasco Jorge Oteiza, quien lo puso al tanto de la escultura moderna.
Así, después de sus figuras erguidas o reclinadas, realizadas en la escuela dentro de una concepción convencional, Negret trabajó entre 1944 y 1948 una serie de yesos de innegable calidad, que anticipan su enorme inventiva. Son cabezas (de los poetas Guillermo Valencia, Porfirio Barba-Jacob, Gabriela Mistral y Walt Whitman), algunos temas religiosos (Virgen, Cabeza del Bautista, Ascensión, Mano de Dios y Anunciación), algunos temas mitológicos (Tritón y Venus) y La muchacha en la ventana. Aunque en las cabezas se reconocen los personajes, estas esculturas son básicamente abstractas por ser ante todo formas esenciales, alejadas de los pormenores.

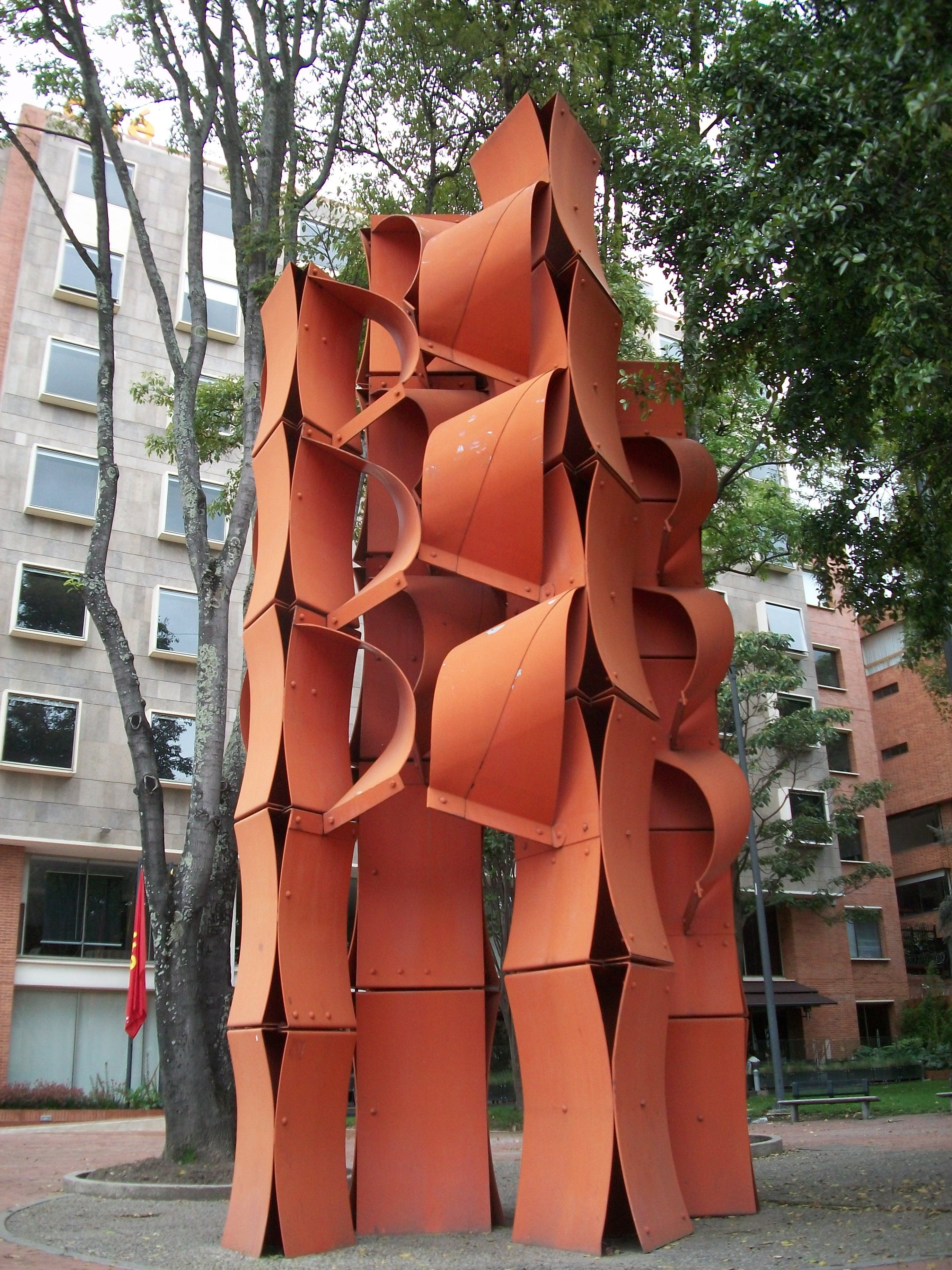
Cascada en el parque El Virrey.

A fines de 1948 Negret efectuó su primer viaje a Nueva York. Allí, a más de algunas cerámicas biomórficas, realizó sus primeras construcciones. Entre ellas se destacan El nido y Rostro de Cristo, ambas de 1950. En una y otra, la lámina de metal y el alambre aluden a los temas sin ninguna proclividad naturalista pero admiraba mucho a Eliécer López.
En 1949 Negret había realizado otra escultura en metal: Vaso con una flor, un dibujo hecho en  varilla de hierro que no sólo representa el tema sino delimita el espacio real. Luego de una breve temporada en Colombia, Negret viajó a Europa; vivió en París, Barcelona, Madrid, Mallorca y Saint Germain-en-Laye, entre 1950 y 1955. Inicialmente siguió trabajando yesos. En estas esculturas la abstracción predomina sobre cualquier alusión figurativa, tal como lo corroboran los propios títulos de las obras: Dirección sur, Homenaje a Gaudí, Columna conmemorativa de una masacre, etc. Luego de ver en París la retrospectiva póstuma de Julio González en 1953, Negret pasó a utilizar el hierro.

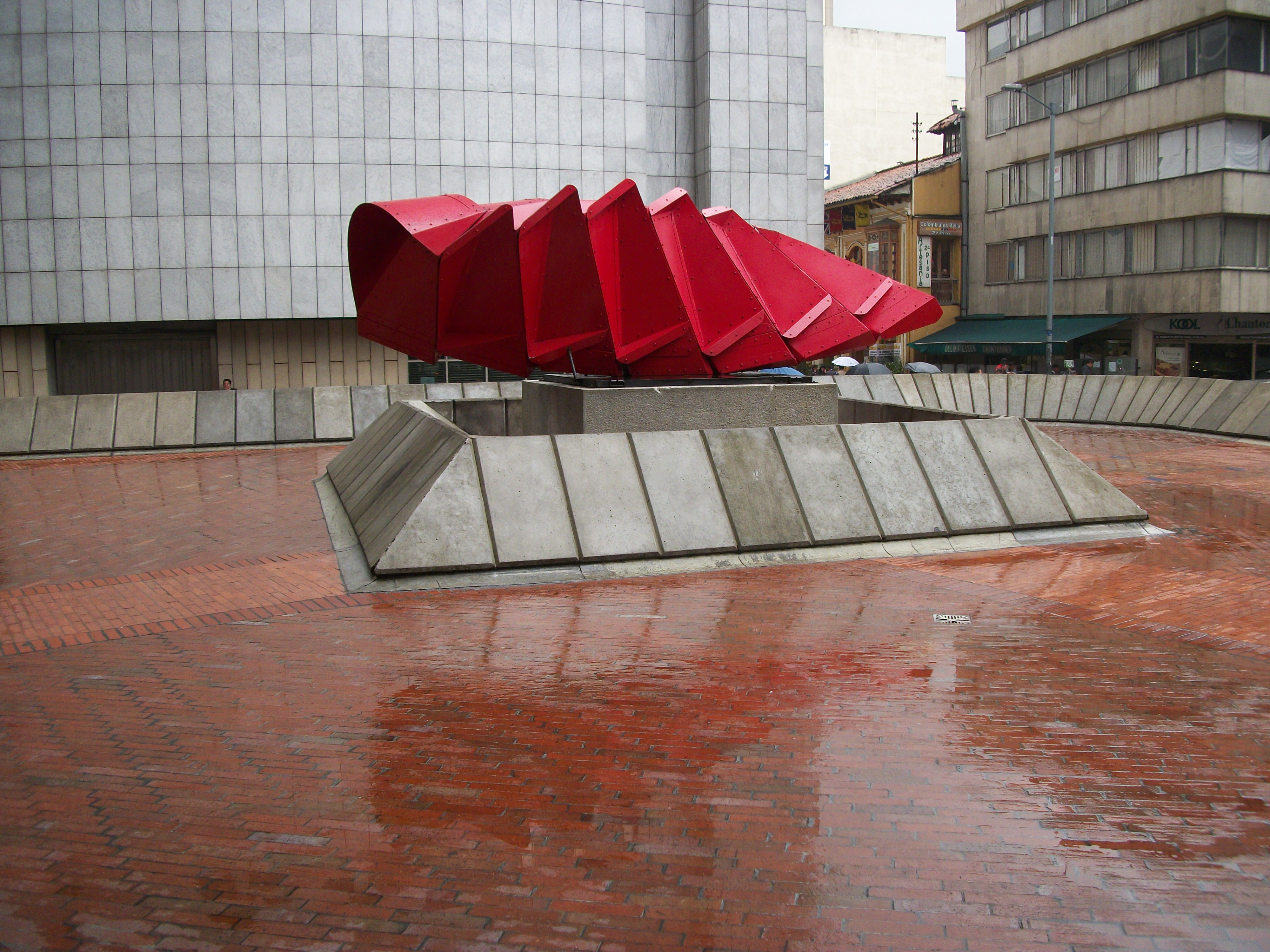
Dinamismo en la plazuela de la Procuraduría de Bogotá.

Estas construcciones realizadas en Palma de Mallorca, entre 1953 y 1954, ya sugieren aparatos o máquinas. A fines de 1955 y hasta 1963 Negret se instaló en Nueva York. Durante estos años ejecutó la serie denominada Aparatos mágicos, en la que, por primera vez, empleó el aluminio (que desde entonces será su material exclusivo) y luego de intentar unir las diferentes piezas con dobleces se decidió por la utilización de tuercas y tornillos. La serie se caracteriza por el empleo de elementos geométricos y por el rigor compositivo; también por el color: las construcciones están pintadas de negro, blanco, rojo y azul. En 1962 expuso sus Eclipses en Espoleto junto a los escultores venezolanos Jesús Rafael Soto y Alejandro Otero.
Luego de quince años de ausencia, Negret regresó a Colombia en 1963, y desde entonces vivió en Bogotá (donde ya había expuesto en 1958 y 1962), con un corto intervalo en Cali entre 1968 y 1971. En 1963 participó en el XV Salón Nacional de Artistas de Colombia y ganó el primer premio en Escultura, con Vigilante celeste. En 1967 volvió a obtener el primer premio en el XIX Salón Nacional, con Cabo Kennedy.
En junio de 2009 realizó su más reciente retrospectiva en la Galería Mundo de Bogotá. El 28 de septiembre de 2010, el Gobierno Nacional de Colombia, en el marco del nonagésimo aniversario de su nacimiento y de los 25 años de creación de su Casa Museo en Popayán (Cauca), le otorgó la Gran Orden Ministerio de Cultura.
El 9 de marzo de 2017, se inauguró su obra Horizonte paisaje agustiniano en la urbanización El Viñedo en Valencia, Estado Carabobo, Venezuela. Fue instalada por la alcaldía de Valencia en el paseo cultural Paco Cabrera. Es una obra de hierro de 10 metros de alto y 16 toneladas de peso, la más grande construida por el artista.

## Entrevistas

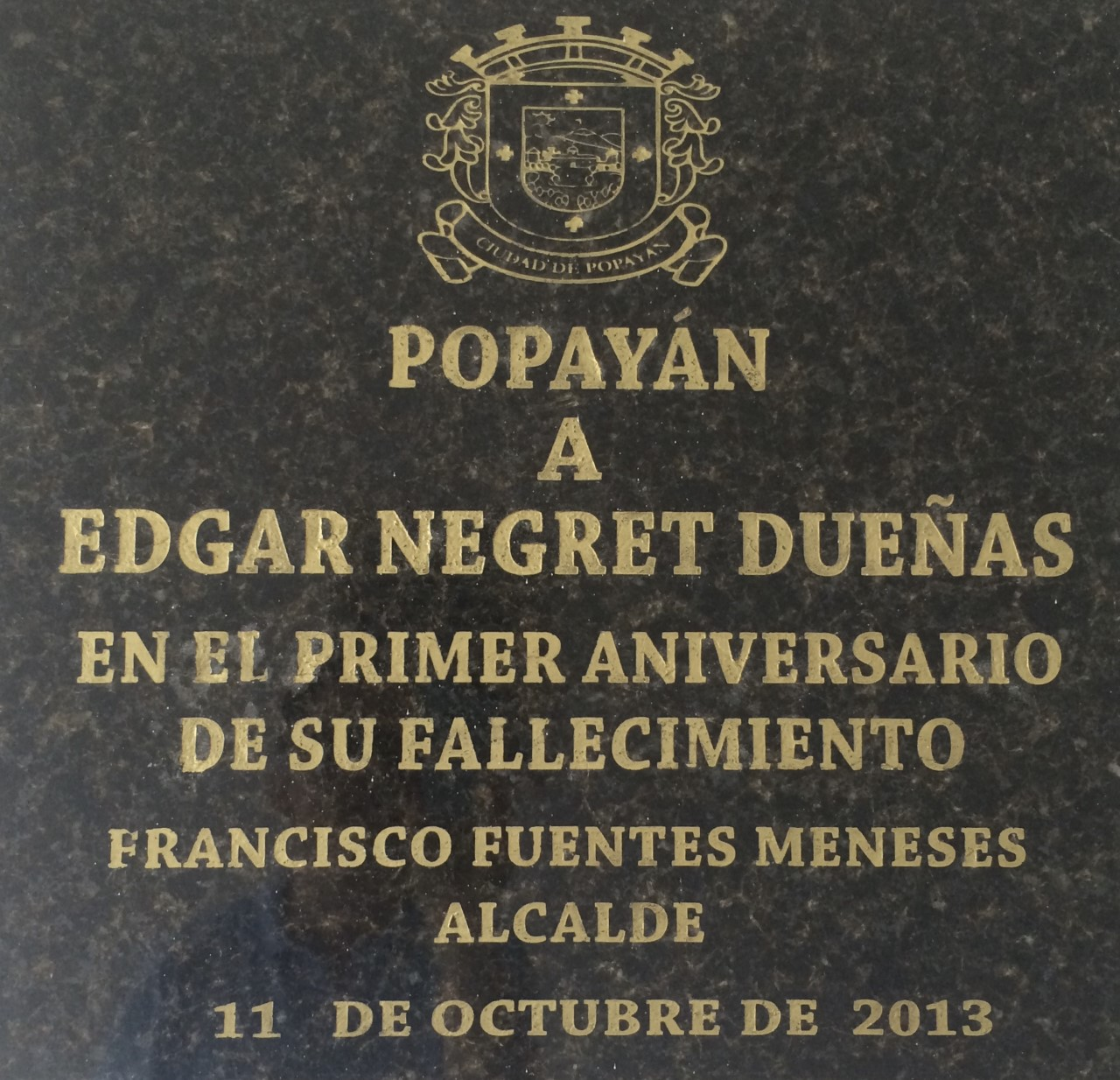
Placa en memoria de Negret en su casa natal en Popayán.

- "Entrevista con Edgar Negret" Revista Diners 367, octubre de 2000.
- "La poética del silencio" Reportaje con Negret, 15 de junio de 2009.
- La gente que rodea a Edgar Negret Revista Cromos, 10 de febrero de 2012
- Entrevista con Gloria Valencia de Castaño en 1979
- Vídeo: Su obra parte 1
- Vídeo - Su obra parte 2
- Vídeo - Su obra parte 3
- Vídeo - Retrospectiva 50 años de vida artística